# 賈科莫·博納文圖拉
賈科莫·博納文圖拉（1989年8月22日—）是一位義大利職業足球員，司職中場。現效力於沙特職業足球聯賽球隊艾沙比。

## 球會生涯

### 亞特蘭大
在2007-08賽季，他只曾為亞特蘭大上陣過1次，2008年5月4日，博納文圖拉在對陣利沃诺時，首次為亞特蘭大上陣。他於次季才有機會再次上陣。同年11月
2009年1月13日，亞特蘭大宣佈博納文圖拉將會被外借至佩格克雷馬，直至2008-09賽季完結。5日後，他首次為球隊上陣。在外借完結前，他一共為球隊上陣4次，攻入1球。

### AC米蘭
2014年9月2日，AC米兰官方宣布从亚特兰大签下中场球员博纳文图拉并与红黑军团签下了一份为期5年的合同。

## 國家隊生涯
博納文圖拉曾為意大利 U19及U20上陣。2013年5月31日，他在對陣聖馬力諾國家足球隊時，首次代表成年國家隊上陣，最終球隊以4比0大勝。

## 統計數字

### 國家隊数据
截至2016年11月12日
| 2013 | 1 | 0 |
| 2014 | 1 | 0 |
| 2015 | 0 | 0 |
| 2016 | 6 | 0 |
| 總計 | 8 | 0 |

## 榮譽
亞特蘭大
- 意大利乙組足球聯賽：2010-11賽季

 AC米蘭
- 意大利超級盃：2016年

## 外部連結
- （英文） A.C. Milan Official Player Profile （页面存档备份，存于）
- （意大利文） Atalanta B.C. Official Player Profile
- （意大利文） U.S. Pergocrema 1932 Official Player Profile
- （意大利文） Giacomo Bonaventura National Team Stats （页面存档备份，存于） at FIGC.it